# Miladin Kozlina
Miladin Kozlina, slovenski rokometaš, * 11. februar 1983, Celje.
Kozlina je za Slovenijo nastopil na Poletnih olimpijskih igrah 2004 v Atenah, kjer je z reprezentanco osvojil enajsto mesto. 